# Brezno (Laško, Slovenija)
Brezno je naselje u slovenskoj Općini Laškom. Brezno se nalazi u pokrajini Štajerskoj i statističkoj regiji Savinjskoj. 

## Stanovništvo
Prema popisu stanovništva iz 2002. godine naselje je imalo 131 stanovnika.